# Конор Лемб
Конор Джеймс Лемб (англ. Conor James Lamb; нар. 27 червня 1984) — американський адвокат і політик, який обіймав посаду члена Палати представників США від 17-му конгресового округу, що в Пенсильванії з 2018 по 2023 рік. Член Демократичної партії, він раніше представляв сусідній 18-й конгресовий округ Пенсильванії у 2018 році. Лемб також був безуспішно балотувався на виборах до Сенату Сполучених Штатів у 2022 року у Пенсильванії.
Лемб, який давно проживає в Піттсбурзі, отримав ступінь доктора права в Пенсільванському університеті та працював помічником прокурора США у своєму рідному місті з 2014 по 2017 рік. Він балотувався на місце в Палаті представників США у 18-му окрузі на позачергових виборах, викликаних відставкою конгресмена-республіканця Тіма Мерфі, і переміг республіканця Ріка Сакконе. Після того, як карта конгресових округів Пенсильванії була перекроєна за рішенням суду того ж року, Лемб виграв свій перший повний термін у 17-му окрузі на загальних виборах. Лемб не балотувався на переобрання в Палату представників у 2022 році, натомість вирішив балотуватися до Сенату. Він посів друге місце на праймеріз Демократичної партії після Джона Феттермана.

## Ранні роки і освіта
Лемб народився у Вашингтоні, округ Колумбія, 27 червня 1984 року в родині Томаса Ф. Лемба молодшого та Кеті Лемб. Він виріс в районі Маунт-Лебанон, передмісті в Південних пагорбах Піттсбурга, і недовго мешкав у Коннектикуті. Сім'я Лемб багато років бере активну участь у політиці та бізнесі Піттсбурга. Батько Лемба працював лобістом PNC Financial Services з 1995 року Дід Лемба, Томас Ф. Лемб, був лідером демократичної більшості в Сенаті штату Пенсільванія, а пізніше — секретарем із законодавчих питань під керівництвом губернатора Роберта П. Кейсі. Дядько Конора Майкл Лемб є казначеєм міста Піттсбурга, а раніше був секретарем суду округу Аллегені, штат Пенсільванія .
Католик ірландського походження Лемб відвідував школу Св. Бернарда в районі Маунт-Лебанон і закінчив Центральну католицьку середню школу в 2002 році. У 2006 році він закінчив Пенсільванський унівеситет зі ступенем бакалавра політології та отримав ступінь доктора права у Школі права Пенсільванського університету в 2009 році. Він одружений на Гейлі Голдеман.

## Військова служба
Після закінчення юридичної школи Лемб закінчив офіцерські курси морської піхоти США, перш ніж отримати посаду судді морської піхоти . У 2017 році він притягнув до відповідальності офіцера морської піхоти, який збрехав комісії з розслідування Корпусу морської піхоти щодо справи про сексуальні порушення.
Лемб був нагороджений медаллю ВМС і морської піхоти з двома золотими зірками, стрічкою за службу на морі, медаллю Служби національної оборони та медаллю за Глобальну війну з тероризмом. 

## Помічник прокурора США

### Робота конгресменом

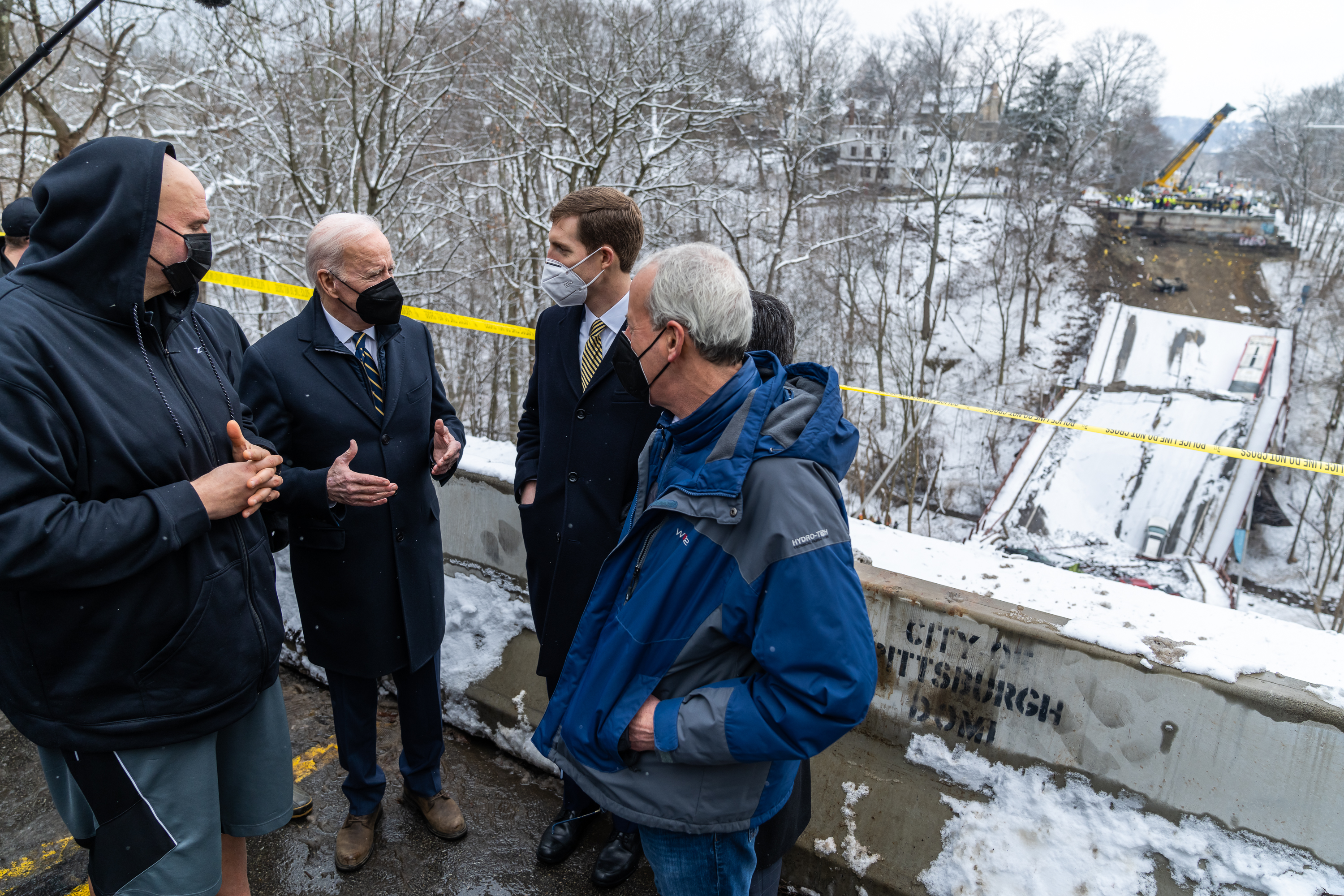
Лемб з Джоном Феттерманом і президентом Джо Байденом у Піттсбурзі

Лемб проголосував проти Ненсі Пелосі на посаду спікера Палати представників, проголосувавши замість нього за Джо Кеннеді III, іншого демократа. У травні 2020 року Трамп підтримав противника Лемба на виборах 2020 року, неправдиво заявивши, що Лемб голосував за Пелосі як спікера.
13 квітня 2018 року Лемб розійшовся з більшістю своєї партії та проголосував за Акт гармонізації з правилом Волкера, який звільнив банки з активами менше 10 мільярдів доларів від правила Волкера, яке забороняє банкам робити ризиковані інвестиції з грошима клієнтів.
18 грудня 2019 року Лемб проголосував за обидві статті про імпічмент Трампа.
У грудні 2020 року Лемб розійшовся з більшістю своєї партії та проголосував проти легалізації канабісу.
У 2020 році журнал Fortune включив Лемба до свого списку «40 Under 40» у категорії «Уряд і політика».
Станом на березень 2022 року Лемб у 100 % випадків голосував відповідно до позиції Джо Байдена.